# Núria Aramon
Núria Aramon i Stein (1940 - 12 de abril de 2020) fue una filóloga y traductora catalana, hija de Ramon Aramon i Sierra y Hilde Stein.
Fue alumna de literatura de los Estudios Universitarios Catalanes. Formó parte del primer equipo de redacción de la Gran Enciclopèdia Catalana. Casada con el economista Josep Maria Muntaner i Pasqual, ha trabajado en varios servicios del Instituto de Estudios Catalanes y fue secretaria de la comisión del centenario de Ramon Aramon i Serra.
Falleció el 12 de abril de 2020 a los ochenta años.

## Obra publicada
- Vocabulari català de música, con Josep Maria Mestres Quadreny (Millà, 1983) ISBN 84-7304-099-6

Traducciones
- El cor del món, de Hans Urs von Balthasar (Edicions 62, 1965) ISBN 84-297-0524-4
- El gran octubre del 1917 i la literatura contemporània, de György Lukács (Lavinia, 1973) ISBN 84-85099-10-9
- La ciència i la tècnica com a ideologies, de Jürgen Habermas (L'Estel, 1974) ISBN 84-85104-27-7